# 三石站 (岡山縣)

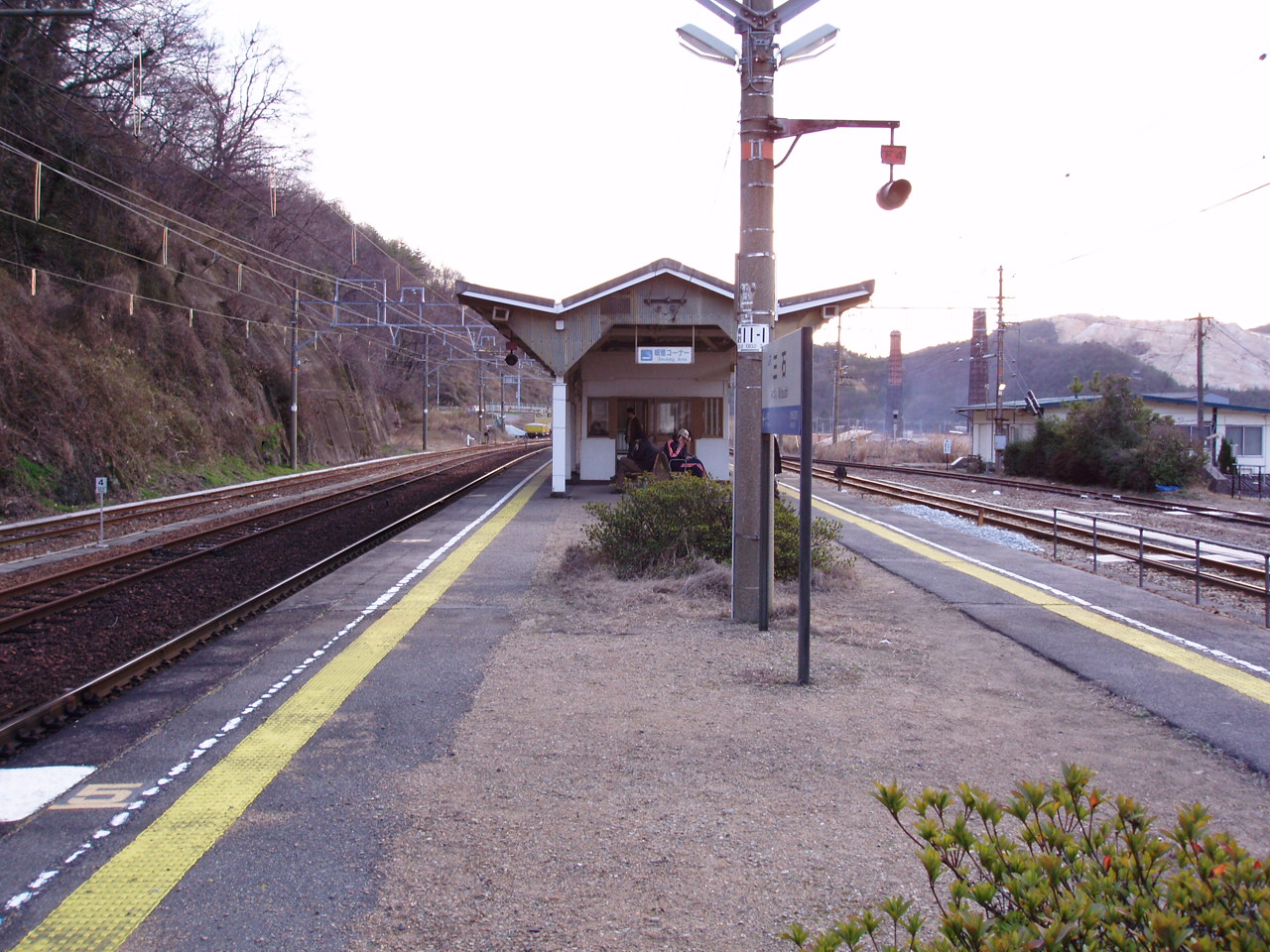
月台

三石站（日语：／ Mitsuishi eki */?）是位於岡山縣備前市三石，西日本旅客鐵道（JR西日本）山陽本線的車站。

## 概要
此站是山陽本線中，岡山分社內最東車站。在船坂隧道神戶一邊的出入口附近為分社邊界，在邊界鄰接的上郡站均由近畿統括本部管理。此站與上郡站之間的距離超過10公里。
曾經，此站設有從下關出發往此站的快速「城市快車」（但是在岩國站前及西條站至此站之間為各站停車）。在早晩設有於此站拆返往岡山方向的列車。此站的列車約小時1班。
2002年3月22日前，曾經設有來往加古川站、西明石站之間不用轉乘的直通列車，現時前往兵庫縣內最遠的列車只可到達姬路站，並沒有班次直通至JR神戶線。

## 歷史
- 1890年（明治23年）12月1日 - 山陽鐵道有年站至此站開業，此站啟用，當時為臨時車站[2]。該臨時車站位於船坂隧道東出口（距離現時地點向神戶一方前進約3.2公里）[3]。
  - 當時車站位於兵庫縣赤穗郡船坂村（日语：船坂村）梨原（現時為兵庫縣赤穂郡上郡町梨原）。
- 1891年（明治24年）3月18日 - 山陽鐵道延長至岡山站，車站遷移至現時地點，正式啟用。為旅客、貨運車站。
  - 當時車站位於岡山縣和氣郡三石村（日语：三石町 (岡山県)）三石。
- 1906年（明治39年）
  - 3月28日 - 三石村實施町制，成為三石町（日语：三石町 (岡山県)），車站位於岡山縣和氣郡三石町三石。
  - 12月1日 - 山陽鐵道國有化（日语：鉄道国有法），成為官設鐵道車站。
- 1909年（明治42年）10月12日 - 制定路線名稱。成為山陽本線車站。
- 1971年（昭和46年）4月1日 - 隨著備前市（第一次）成立，車站位於岡山縣備前市三石。
- 1983年（昭和58年）12月25日 - 終束貨物起卸業務。車站西側繼續設有三石耐火磚工廠專用線，繼續運送製成品。
- 1987年（昭和62年）4月1日 - 伴隨國鐵分割民營化，車站由西日本旅客鐵道（JR西日本）營運。
- 2005年（平成17年）3月22日 - 隨著備前市（第二次）成立，車站位於岡山縣備前市三石。
- 2016年（平成28年）6月1日 - 當日起整日成為無人車站[4]。
- 2018年（平成30年）9月15日 -  引入可支援ICOCA的簡易型自動閘機（日语：簡易型自動改札機）。此站可以使用ICOCA[5]。

## 車站構造
車站是一座地面車站，設有1面2線的島式月台，另外設有數條側線。車站建設在—個斜坡上。
在舊車站大樓時代，此站為直營車站（由相生站管理），設有POS終端機發售車票。在跨站式站房啟用後成為整日無人車站。舊車站大樓是兵庫縣現存最古老的車站大樓（在此車站大樓拆卸後，縣內最古老的車站大樓為明治27年建成的播但線香呂站和鶴居站）。現時在兵庫縣山陽本線中，設有兩座車站沒有綠色窗口其中一座。
在成為無人車站後，車站事務室、櫃臺與有人閘口空間均封閉上鎖。此站設有ICOCA等交通系IC卡增值機、自動售票機與簡易型自動閘機。
在2012年夏季開始建設跨站式站房，當初預計2015年竣工，但由於工程延誤，最後在2017年10月1日完工。在工程期間，2013年3月起上行本線外側新設月台，在2016年舊2號月台成為下行線月台。截至2017年7月，由於跨站式站房的公眾通道南出口一邊的樓梯與車站事務室、閘口尚未完工，因此設置了臨時通道連接1號月台與舊車站大樓。
此站是米原站至上郡站之間唯一沒有使用「JR京都・神戶線運行管理系統」型自動廣播系統的車站（近江鹽津站至坂田站之間與長濱站使用運行管理系統型廣播），此站是使用永樂型自動廣播（所有月台為簡易型廣播。以前1號月台是使用簡單廣播資訊，2・3號月台為詳細廣播資訊）。此外，列車進站音樂會使用「細波」初期音樂。關於LED式列車資訊裝置，在改建車站大樓前設有1部，在改建後再沒有設置。
此站未引入山陽本線岡山分社區間的CTC，並且沒有車站員工當值。在成為無人車站前，此站不是業務委託車站且沒有綠色窗口，為少見的情況。此站曾經是由東岡山站管理的直營車站，設有POS終端發售車票、自由席特急票。在指定票方面使用手紙補充票。
隨著2016年5月運行管理系統的運作方式改變，吉永站與此站於同年5月31日關閉櫃臺業務，在翌日成為無人車站。在2018年，由於乘務員宿舍改建，車站大樓近上郡一方的範圍關閉，但保留櫃臺的空間。
此站曾經不可使用ICOCA乘車（不可在經此站使用ICOCA前往京阪神範圍和岡山範圍），在2018年9月使用範圍擴大與合併，此站設置了簡易型自動閘機（可支援乘車票與磁式定期票入閘），在200公里範圍內的車程可使用ICOCA。在自動售票機方面，可接受1000日圓紙幣與硬幣，在ICOCA開始使用時，設置了可接受高額紙幣的自動售票機與IC卡增值機。
此站設有夜間停泊列車，在站內設有乘務員宿舍設施。

### 月台
| 月台 | 路線     | 上下行 | 方向           | 備註                |
| ---- | -------- | ------ | -------------- | ------------------- |
| 1    | 山陽本線 | 上り   | 相生、姬路方向 |                     |
| 2    | 山陽本線 | 下り   | 岡山、三原方向 | 部分列車使用1號月台 |

從此站出發往岡山方向的列車中，部分使用1號月台。
在早上5時時段從此站出發往岡山方向的首班列車是前往岩國，在2019年3月16日時間表修正後縮短至糸崎。

## 使用狀況
以下是近年1日平均乘車人次。
| 乘車人次變化 | 乘車人次變化     |
| 年度         | 1日平均 乘車人次 |
| ------------ | ---------------- |
| 1997         | 379              |
| 1998         | 373              |
| 1999         | 364              |
| 2000         | 339              |
| 2001         | 313              |
| 2002         | 289              |
| 2003         | 280              |
| 2004         | 271              |
| 2005         | 256              |
| 2006         | 255              |
| 2007         | 246              |
| 2008         | 249              |
| 2009         | 223              |
| 2010         | 214              |
| 2011         | 212              |
| 2012         | 196              |
| 2013         | 194              |
| 2014         | 187              |
| 2015         | 195              |
| 2016         | 176              |
| 2017         | 187              |

## 車站周邊
- 備前市三石出張所
- 備前市立三石中學
- 備前市立三石小學
- 三石郵局
- 中國銀行三石分店
- 備前日生信用金庫（日语：備前日生信用金庫）三石分店
- 船坂峠（日语：船坂峠）
- 三石城
- 三石耐火磚
- 國道2號
- 岡山縣道、兵庫縣道96號岡山赤穗線（日语：岡山県道・兵庫県道96号岡山赤穂線）

## 巴士路線
東備西播定住自立圈 圈域巴士
備前路線（星期日與年尾年初暫停服務，由West神姬巴士運行）
吉永醫院～牛神社入口～三石站～渡瀨～福石下～關西福祉大學～赤穗市民醫院～AEON赤穗店
備前市營巴士
三石線（每日服務，由備前市營巴士運行）
片鐵片上～伊里中～友延～蕃山～三石
福石線（只限平日服務，由日生交通運行）
福石～三石～野谷～金谷～吉永站、吉永醫院前

## 相鄰車站
西日本旅客鐵道
 山陽本線
上郡－三石－吉永

## 注腳
1. ↑  『【図説】日本の鉄道　山陽・山陰ライン　全線・全駅・全配線　第3巻　京都北部・兵庫エリア』川島令三，講談社，2012年，p.13，ISBN 9784062951531
2. ↑  「汽車運転並ニ発着時刻及賃金」『官報』1890年11月29日（國立國會圖書館數碼化收藏資料）
3. ↑  長船友則，『山陽鉄道物語』，2008年，JTB出版，ISBN 9784533070280，P.56 - P.57
4. ↑  JR出門網（三石站、吉永站）記載。
5. ↑  .   [2020-03-23]. （原始内容存档于2018-05-30）.
6. ↑  兵庫）県内最古の木造駅舎、赤穂のJR有年駅舎が解体へ （页面存档备份，存于） - 朝日新聞（2017年9月27日）
7. ↑  「兵庫の鉄道全駅 JR・三セク」(神戶新聞綜合出版中心，2011年12月)P63、90、153、157
8. ↑  JR出門網（三石站、吉永站）的通告欄記載。
9. ↑  「岡山県統計年報」與「備前市之統計」
10. ↑  .   [2020-03-23]. （原始内容存档于2019-05-01）.
11. ↑  路線案内（時刻表等） - 備前市ホームページ （页面存档备份，存于） 2019年12月9日更新，2020年3月23日參閱

## 外部連結
- 三石｜車站資訊：JR出門網 - 西日本旅客鐵道